# Oddworld: Abe's Exoddus
Oddworld: Abe’s Exoddus це продовження гри Oddworld: Abe's Oddysee, розроблене студією OOddworld Inhabitants. Гра продовжує історію Ейба — мудокона, який проникає на фабрику злих Глюкконів, щоб врятувати своїх братів-мудоконов від рабства. 

## Ігровий процес
Завданням Ейба є спасіння мудоконов, які заточені в рабство на фабриці Глюкконів. Для проходження гри не обов'язково рятувати мудоконів, але в цьому випадку кінцівка буде іншою. Для порятунку необхідно сказати зустрінутому мудокону, щоб він йшов за вами, після цього вам потрібно привести його до порталу і за допомогою медитації відкрити його — мудокон вскочить у відкритий портал та буде врятований. 
Також, як і в першій грі, ви можете розмовляти з іншими мудоконами. Ви можете говорити прості фрази, на кшталт «привіт» та «йди за мною». Також іноді гра пропонує вам головоломки у яких вам потрібно діяти спільно з іншими мудоконами, як, наприклад потягнути одночасно за три важелі. На відміну від першої частини у мудоконов з'явилися емоції й статуси стану — вони можуть бути злими, перебувати під дією веселющого газу, бути в депресії, і навіть сліпими. В таких станах вони не будуть вам підкорятися, але ви можете втішити їх. 
Злий мудокон заспокоюється, якщо ви вибачетеся перед ним. 
Мудокон під дією веселющого газу буде з хіхіканням бігати за вами, поки ви не виведете його з кімнати з газом і не вдарите його. 
Засмучений мудокон (в депресії) приходить в себе якщо ви його потішите і може накласти на себе руки, якщо ви будете бити його. 
Сліпий мудокон нічого не бачить і йде на голос. Може випадково впасти у прірву або наразитися на ворога, тому вам необхідно постійно командувати йому що робити. 
Хворому мудокону потрібне лікування і поки він його не отримає, він не буде вам підкорятися. 
Фабрика дуже небезпечне місце. Вам буде потрібно ховатися від охоронців, вирішувати головоломки, щоб врятувати всіх мудоконов. 
Як і в першій грі ви за допомогою медитації можете підпорядковувати собі волю ворогів і керувати ними. Але на відміну від першої частини ви можете підпорядковувати собі не тільки слігів, але й парамітів, скрабів, глюкконів і навіть свої власні гази, якщо вип'єте наркотичний напій Soulstorm Brew!

## Персонажі
У грі представлені ті ж самі персонажі, які були в першій частині, плюс кілька нових: 
- Сліги: Охоронці з щупальцевідним лицем і механічними пристосуваннями замість ніг для підвищення швидкості пересування. Коли вони помічають Ейба, то голосно скрикують і пускають в хід свій автомат.
- Скраби: Мускулисті істоти з крабоподібними ногами. Вони дуже агресивні й ледь угледівши Ейба біжать за ним, змітаючи все на своєму шляху. Якщо два Скраби зустрінуться, то один із них вб'є іншого, що значно полегшить проходження деяких місць.
- Параміти: Дивні істоти, що на відміну від Скрабів не атакуют, поки їх не зачеплять. Але якщо Устан не один або загнаний Ейбом в кут, то Ейбу варто тікати! Парамітів легко відволікти, кинувши їм шматок м'яса.
- Шрайкіл: На вигляд він схожий на суміш скраба і параміта. Ейб може трансформуватися в цю богоподібну істоту і змітати все на своєму шляху з допомогою потужних блискавок і сили духів.
- Флічі: Вони почали життя, як домашні тварини Глюкконів. Але коли Флічі виросли занадто великими, їх змили в туалет (Буквально. Флічі заселили підземний світ Оддворлду). Флічі найчастіше зустрічаються сплячими, повиснувши на стелі. Вони будуть намагатися вкусити Ейба, використовуючи свої довгі щупальця, після чого вони будуть із задоволенням поглинати його по шматочках.
- Літаючі Сліги Сліги без механічних ніг. У них на спині встановлений вертолітний гвинт, який дозволяє їм літати. Як зброю, вони використовують гранати.
- Сларги Найнижча форма життя в Оддворлді. Коли на них наступають, вони видають писк, піднімаючи зі сну Флічів або Слогів. Параміти можуть їсти сларгов.
- Слог Найкращий друг Слігів. Він схожий на деформовану собаку. У нього лише дві лапи й цілий ряд гострих, як бритви зубів. Він дуже злий і «Його улюблена кісточка — це нога Ейба». Також зустрічаються і цуценята Слогів, вони виглядають як Слоги, але набагато менші та такі ж смертельно небезпечні.
- Плазуючі Сліги Сліги, що вирішили порушити наказ і сплять без форми. Безпечні до тих пір, поки не одягнуть штани або льотний костюм.
- Грітери Охоронні роботи. Вони були створені для рекламування та спілкування з публікою. Але коли вони стали нападати на своїх клієнтів, їх перекваліфікувалися в охоронців.
- Мудокони Яскравий представник цієї раси — Ейб. Мудокони або є рабами, або живуть в диких джунглях.
- Глюккони Огидні бізнесмени, схожі на кажанів з ногами. Вони не зупиняться ні перед чим заради отримання прибутку. Вони навіть знищують цілі раси якщо їм це необхідно. Вони знищили Мічів і майже винищили Скрабів та Парамітів. У них немає рук, а тому самі по собі вони нешкідливі, але вони використовують Слігів для виконання потрібної роботи.
- Віцепрезидент Аслік Глюккон відповідальний за склад, залізно-дорожньої станції (FeeCoDepot) і сховище.
- Генерал Дріпік Глюккон відповідальний за казарми Слігів.
- Директор Флег Глюккон відповідальний за кістко-переробну фабрику.

## Розробка
Після успіху Abe’s Oddysee, GT Interactive, видавець Abe's Oddysee та Abe's Exoddus, тиснув на розробника, щоб сиквел був готовий до Різдва 1998 року. Для того, щоб закінчити розробку в термін було використано ігровий рушій від Abe's Oddysee, справившись із завданням за дев'ять місяців.

## Версія Game Boy Color
Порт для Game Boy Color, випущений під назвою «Oddworld Adventures 2» був розроблений Saffire Corporation і виданий GT Interactive в 1999 році. Гра являла собою лише урізану версію без сюжету.